# Kyllinga comosipes
Kyllinga comosipes är en halvgräsart som först beskrevs av Johannes Mattfeld och Georg Kükenthal, och fick sitt nu gällande namn av Diana Margaret Napper. Kyllinga comosipes ingår i släktet Kyllinga och familjen halvgräs.

## Underarter
Arten delas in i följande underarter:
- K. c. comosipes
- K. c. decolorans